# Myrmecotrofie

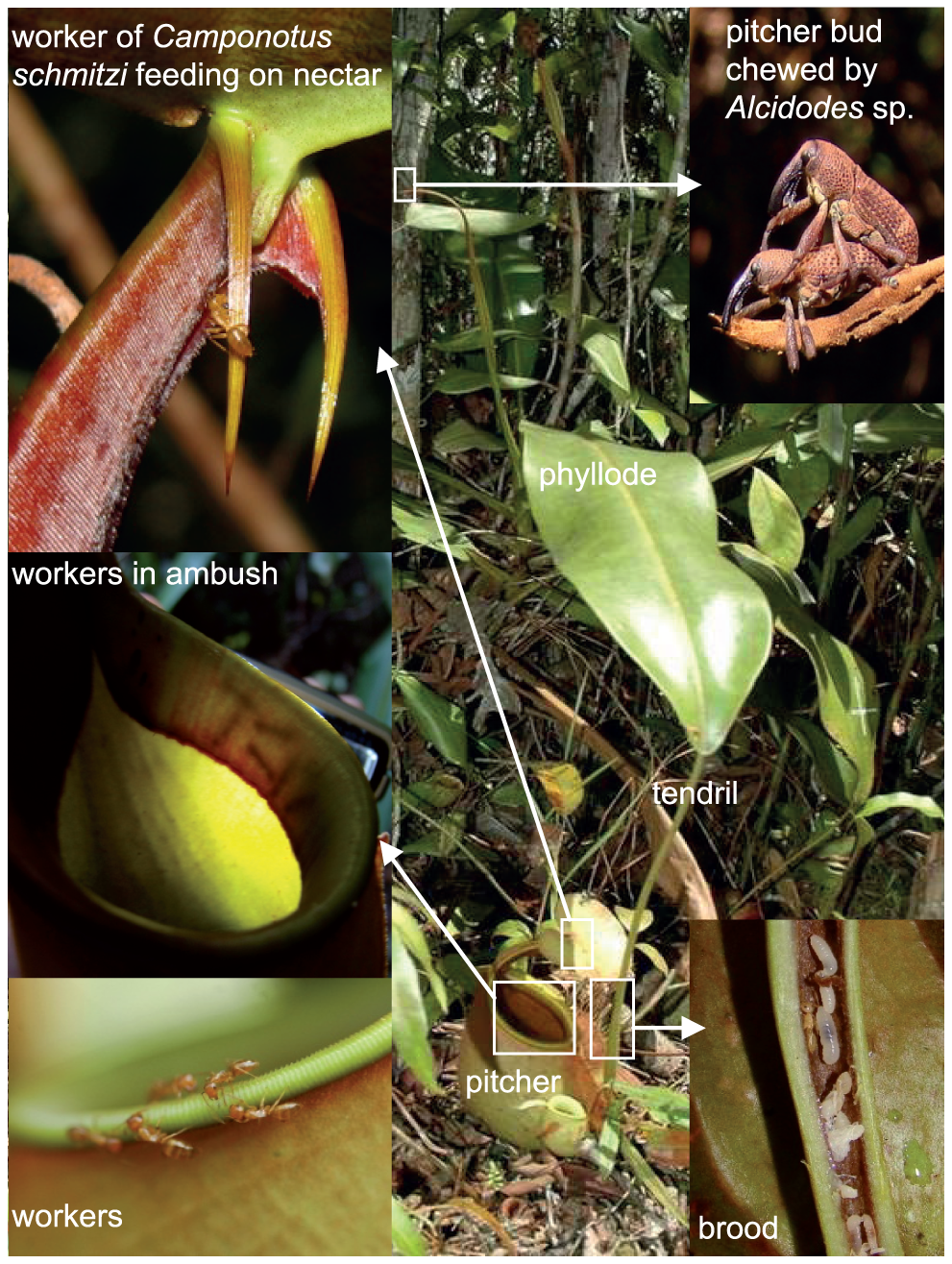
Samenwerking tussen Colobopsis schmitzi en zijn gastheer, Nepenthes bicalcarata

Myrmecotrofie is een vorm van mutualisme waarbij planten voedingsstoffen ontvangen van mieren. Hierdoor is de plant in staat om in een schrale omgeving te overleven. De mieren op hun beurt gebruiken de plant als een geschikte plaats voor hun kolonie.
Uitwerpselen en gedode prooidieren worden door de mieren op de celwanden van de plant achtergelaten. Hydnophytum- en Myrmecodia-soorten gebruiken lensvormige tuberkels om voedingsstoffen uit deze resten te onttrekken. De bekerplant Nepenthes bicalcarata onttrekt naar schatting 42 procent van zijn stikstof - die nodig is voor de aanmaak van aminozuren,  de bouwstenen voor de eiwitsynthese - aan restanten van insecten, die mieren in de met verteringssappen gevulde bladbeker hebben laten vallen.